# Präsidentschaftswahl auf den Philippinen 2010
Die Präsidentschaftswahl auf den Philippinen 2010 fand am 10. Mai statt. Am selben Tag fanden Wahlen zu insgesamt 17.000 weiteren Ämtern statt, unter anderem zum Vizepräsidenten, zum Repräsentantenhaus, zur Hälfte des Senats sowie zu Gouverneuren, Bürgermeistern, Vizebürgermeistern und Provinz-, Stadt- und Gemeinderäten.

## Kandidaten
| Kandidaten      | Kandidaten                         | Kandidaten            | Parteien                                                                      |
| Präsidentschaft | Präsidentschaft                    | Vize-Präsidentschaft  | Parteien                                                                      |
| --------------- | ---------------------------------- | --------------------- | ----------------------------------------------------------------------------- |
|                 | Benigno Aquino III                 | Mar Roxas             | Liberale Partei                                                               |
|                 | Joseph Estrada                     | Jejomar Binay         | Pwersa ng Masang Pilipino (Präs.) – PDP-Laban (Vize-Präs.)                    |
|                 | Manuel Villar, Jr.                 | Loren Legarda         | Nationalistische Partei (Präs.) – Nationalist People’s Coalition (Vize-Präs.) |
|                 | Gilberto Teodoro                   | Edu Manzano           | Lakas CMD                                                                     |
|                 | Eddie Villanueva                   | Perfecto Yasay junior | Bangon Pilipinas Party                                                        |
|                 | Dick Gordon                        | Bayani Fernando       | Bagumbayan–VNP                                                                |
|                 | Nicanor Perlas                     | –                     | unabhängig                                                                    |
|                 | Consuelo Madrigal                  | –                     | unabhängig                                                                    |
|                 | John Carlos de los Reyes           | Dominador Chipeco Jr. | Ang Kapatiran                                                                 |
|                 | Vetallano Acosta (disqualifiziert) | Jay Sonza             | Kilusang Bagong Lipunan                                                       |

## Wahlverlauf

### Wahlkampf
Im Zuge des Wahlkampfs kam es vielerorts zu gewaltsamen Auseinandersetzungen. So wurden am 23. November 2009 57 Menschen ermordet als sie Esmael Mangudadatu in der Provinz Maguindanao zur Wahl registrieren wollten.

### Wahlmaschinen
Es gab erhebliche Probleme mit den elektronischen Wahllokalauszählhilfen der Firma Smartmatic. Vor der Wahl musste im ganzen Land über Speicherkarten ein Softwareupdate eingespielt werden und bei der Wahl fielen fast 400 Geräte aus.
Am 10. Mai wurden die Wahllokale wegen der Probleme mit den Wahlmaschinen und des hohen Andrangs eine Stunde länger offengehalten.

### Unregelmäßigkeiten bei der Wahl
- Wahlmaschinen wurden gemäß Zeugenaussagen vorprogrammiert
- Stimmen wurden gekauft, Wähler bei der Stimmabgabe gefilmt
- Wahlscheine waren schon ausgefüllt
- eine Zeugin berichtet, dass mit ihrem Namen schon gewählt war, der zuständige Wahlhelfer ihr dann riet, einfach mit einem fremden Namen zu wählen
- eine Anzeige gegen die Wahlkommission wurde eingereicht, weil mehrere Gesetze missachtet wurden, meist Gesetze zur Sicherung der Übermittlung der Wahlergebnisse.
- im Vorfeld der Wahl wurden von weit verbreiteten Zeitungen Wahlanzeigen speziell Estradas nicht angenommen; vor allem diejenige, die eine Entschuldigung Corazon Aquinos wegen der verfassungswidrigen Entmachtung Estradas enthält.[4]

### Gewalt
Im Zusammenhang mit den Wahlen wurden mindestens 6 Menschen getötet. Laut Angaben von Polizei und Militär kamen bei Zusammenstößen rivalisierender Anhänger 14 Menschen ums Leben. Im Süden kam es zu Granaten- und Bombenexplosionen. Das Militär berichtet auch von einem Überfall kommunistischer Rebellen auf eine Armeeeinheit im südlichen Maguindanao bei der sechs Menschen starben.

## Ergebnisse
Der Kandidat mit einer relativen Mehrheit wird Präsident. Es gibt keine Stichwahl.
Wahlsieger wurde Benigno Aquino mit 42 Prozent der Stimmen. Er hatte auch vor der Wahl als Favorit gegolten.
Nach der Auszählung von etwa 80 Prozent der Stimmen führte ganz klar Benigno Aquino mit 40 Prozent der Stimmen. Auf dem zweiten Platz lag Joseph Estrada mit etwa 25 Prozent. Die Wahlbeteiligung lag mit 75 Prozent außergewöhnlich hoch. Am dritten Platz landete Manuel Villar der Benigno Aquino zum Sieg gratulierte. Joseph Estrada wartete laut eigener Aussage bis zur Verkündung des offiziellen Wahlergebnis, bis er sich zum Ausgang äußerte. Die amtierende Präsidentin Gloria Arroyo, die nicht nochmals kandidieren durfte versprach eine reibungslose Amtsübergabe. Die USA lobten den Verlauf der Wahl.
Am 8. Juni wurde das offizielle Wahlergebnis verlautbart. Demnach bekam Benigno Aquino III 15,2 Millionen und der Zweitplatzierte Joseph Estrada 9,74 Millionen Stimmen. Als Vizepräsident wurde Estradas Kandidat Jejomar Binay, mit knappem Vorsprung vor Aquinos Kandidat Mar Roxas, angegeben. Tags darauf erkannte das Parlament die Wahl an, und am 30. Juni wurde Benigno Aquino III als Präsident vereidigt.

### Präsidentschaft
| Kandidaten                                                    | Kandidaten                                                    | Parteien                                                      | Stimmen    | %    |
| ------------------------------------------------------------- | ------------------------------------------------------------- | ------------------------------------------------------------- | ---------- | ---- |
|                                                               | Benigno Aquino III                                            | Liberal Party                                                 | 15.208.678 | 42,1 |
|                                                               | Joseph Estrada                                                | Pwersa ng Masang Pilipino                                     | 9.487.837  | 26,3 |
|                                                               | Manny Villar                                                  | Nationalistische Partei                                       | 5.573.835  | 15,4 |
|                                                               | Gilberto Teodoro                                              | Lakas CMD                                                     | 4.095.839  | 11,3 |
|                                                               | Eddie Villanueva                                              | Bangon Pilipinas Party                                        | 1.125.878  | 3,1  |
|                                                               | Dick Gordon                                                   | Bagumbayan–VNP                                                | 501.727    | 1,4  |
|                                                               | Nicanor Perlas                                                | unabhängig                                                    | 54.575     | 0,2  |
|                                                               | Jamby Madrigal                                                | unabhängig                                                    | 46.489     | 0,1  |
|                                                               | John Carlos de los Reyes                                      | Ang Kapatiran                                                 | 44.244     | 0,1  |
| Gesamt                                                        | Gesamt                                                        | Gesamt                                                        | 36.139.102 | 100  |
|                                                               |                                                               |                                                               |            |      |
| Vetallano Acosta (Kilusang Bagong Lipunan), disqualifiziert a | Vetallano Acosta (Kilusang Bagong Lipunan), disqualifiziert a | Vetallano Acosta (Kilusang Bagong Lipunan), disqualifiziert a | 181.985    | 0,5  |
| Ungültige Stimmen                                             | Ungültige Stimmen                                             | Ungültige Stimmen                                             | 1.828.284  | 4,8  |
| Wähler                                                        | Wähler                                                        | Wähler                                                        | 38.149.371 | 74,3 |
| Wahlberechtigte                                               | Wahlberechtigte                                               | Wahlberechtigte                                               | 51.317.073 |      |
|                                                               |                                                               |                                                               |            |      |
| Quelle: Commission on Elections                               |                                                               |                                                               |            |      |

### Vize-Präsidentschaft

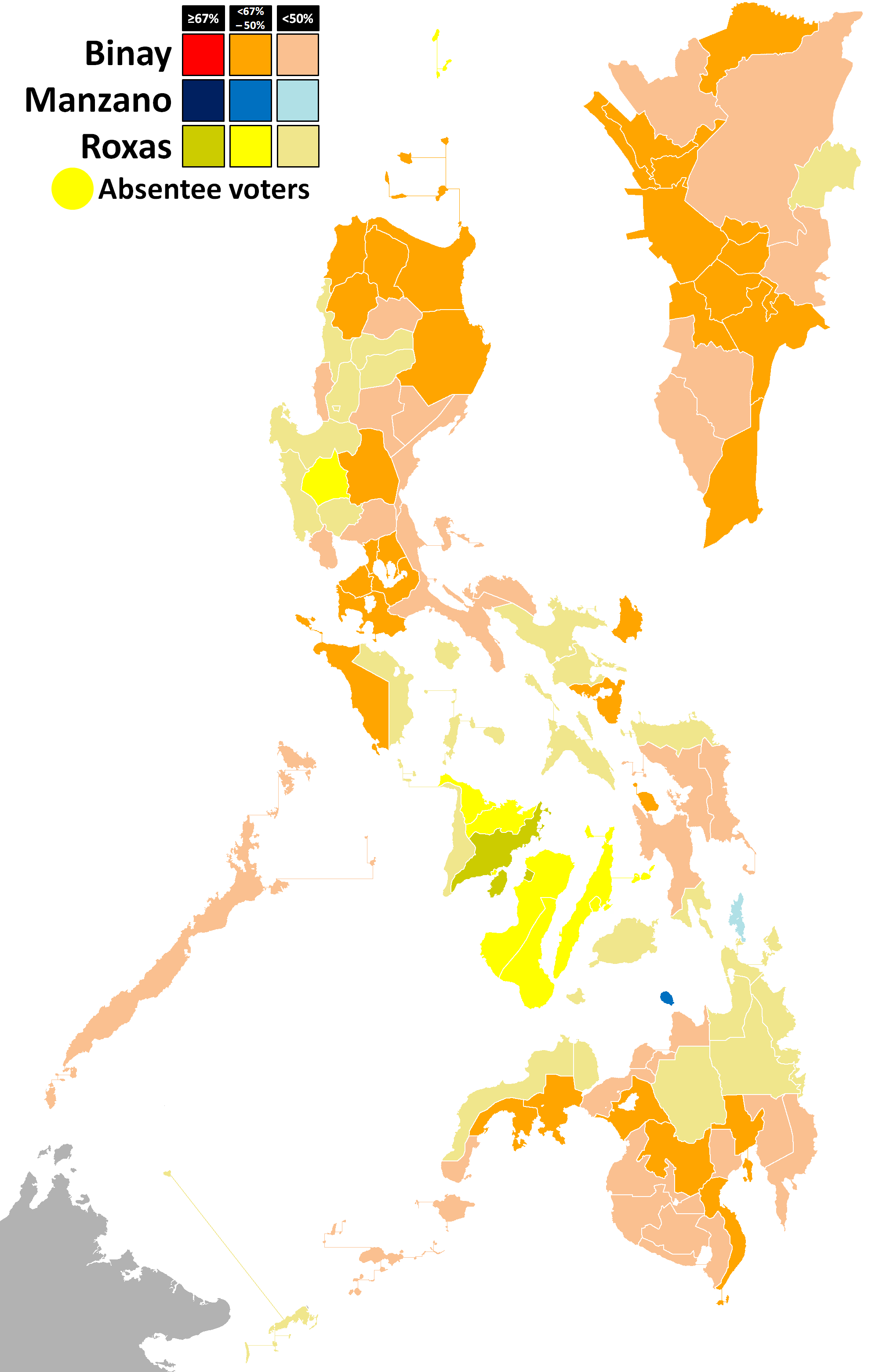
Ergebnisse der Vizepräsidentschaftswahl nach Wahlbezirken

| Kandidaten                      | Kandidaten             | Parteien                                      | Stimmen    | %    |
| ------------------------------- | ---------------------- | --------------------------------------------- | ---------- | ---- |
|                                 | Jejomar Binay          | Partido Demokratiko Pilipino – Lakas ng Bayan | 14.645.574 | 41,6 |
|                                 | Mar Roxas              | Liberale Partei                               | 13.918.490 | 39,6 |
|                                 | Loren Legarda          | Nationalist People’s Coalition                | 4.294.664  | 12,2 |
|                                 | Bayani Fernando        | Bagumbayan–VNP                                | 1.017.631  | 2,9  |
|                                 | Edu Manzano            | Lakas CMD                                     | 807.728    | 2,3  |
|                                 | Perfecto Yasay         | Bangon Pilipinas Party                        | 364.652    | 1,0  |
|                                 | Jay Sonza              | Kilusang Bagong Lipunan                       | 64.230     | 0,2  |
|                                 | Dominador Chipeco, Jr. | Ang Kapatiran                                 | 52.562     | 0,1  |
| Gesamt                          | Gesamt                 | Gesamt                                        | 35.165.531 | 100  |
|                                 |                        |                                               |            |      |
| Ungültige Stimmen               | Ungültige Stimmen      | Ungültige Stimmen                             | 2.983.840  | 7,8  |
| Wähler                          | Wähler                 | Wähler                                        | 38.149.371 | 74,3 |
| Wahlberechtigte                 | Wahlberechtigte        | Wahlberechtigte                               | 51.317.073 |      |
|                                 |                        |                                               |            |      |
| Quelle: Commission on Elections |                        |                                               |            |      |